# Gennadi Janajev
Gennadi Ivanovitsj Janajev (Perevoz, 26 augustus 1937 – Moskou, 24 september 2010) was een Sovjet-politicus en drie dagen lang omstreden president van de Sovjet-Unie. 

## Biografie
De politieke carrière van Janajev besloeg de regeerperiodes van Chroesjtsjov, Brezjnev, Andropov en Tsjernenko en bereikte een hoogtepunt tijdens de jaren van Gorbatsjov. Na jaren in de lokale politiek werd hij bekend als voorzitter van de Centrale Raad van Vakbonden van de Sovjet-Unie. Daarnaast bekleedde hij ook kleinere functies, zoals die van afgevaardigde van de Unie van Sovjetverenigingen voor Vriendschaps- en Culturele Betrekkingen met het Buitenland.
Dankzij zijn voorzitterschap van de Centrale Raad van Vakbonden kreeg hij in 1990 een zetel in het 28e Politbureau en werd hij secretaris van het Centraal Comité. Op 27 december van dat jaar werd Janajev met de hulp van Michail Gorbatsjov verkozen tot de eerste (en enige) vicepresident van de Sovjet-Unie. Omdat Janajev steeds meer twijfelde over de richting die Gorbatsjovs hervormingen op zouden gaan, begon hij samen te werken met de Bende van Acht, de groep die Gorbatsjov tijdens de staatsgreep in augustus 1991 afzette. Uiteindelijk werd hij zelfs officieel leider van deze groep. Na drie dagen mislukte de staatsgreep, deels door de westerse steun aan Boris Jeltsin. Tijdens de korte periode dat de coup duurde, werd Janajev benoemd tot waarnemend president van de Sovjet-Unie. Hij werd vervolgens gearresteerd vanwege zijn rol in de staatsgreep, maar kreeg in 1994 gratie. 
De rest van zijn leven werkte hij voor een Russische overheidsorganisatie voor toerisme, tot aan zijn dood op 24 september 2010.